# فرانك لاسي
فرانك لاسي (بالإنجليزية: Frank Lacy)‏ هو عازف جاز أمريكي، ولد في 9 أغسطس 1958 في هيوستن في الولايات المتحدة.

## وصلات خارجية
- الموقع الرسمي
- فرانك لاسي على موقع ميوزك برينز (الإنجليزية)
- فرانك لاسي على موقع ميوزك برينز (الإنجليزية)
- فرانك لاسي على موقع أول ميوزيك (الإنجليزية)
- فرانك لاسي على موقع ديسكوغز (الإنجليزية)